# 奥平定能
奥平 定能（おくだいら さだよし）は、戦国時代の武将。
奥三河の国衆である山家三方衆の一つで、奥平定勝（貞勝、道文入道）の嫡男。母は水野忠政の妹。兄弟は奥平貞治。子は奥平信昌・仙千代・奥平昌勝、娘（本多重純（本多広孝の次男）室のち奥平貞友継室）がいる。幼名は仙千代。監物丞、通称は美作守。諱は近世の家譜・編纂物では「貞能」とするが、文書上からは「定能」であることが確認される。

## 生涯

### 武田氏への従属まで
奥平氏は奥三河の作手亀山城を本拠とする。戦国期の永正年間には定能の祖父にあたる貞昌の頃から史料に見られ、定能の父・定勝の頃には駿河今川氏との関係を強めている。
定能の史料上の初見は天文16年（1547年）8月25日付今川義元判物写で、幼名仙千代を称していた定能は叔父・久兵衛尉（奥平貞友）とともに医王山砦を攻略した恩賞として、山中に知行を与えられている。久兵衛尉は直後に今川氏に対して謀反を企て、翌天文17年正月26日付今川義元判物写に拠れば、定能は定勝により今川氏への忠節の証として吉田へ人質として提出されたという。
弘治2年（1556年）10月頃までには元服し、九八郎を名乗る。この頃、菅沼氏など三河国衆の間では親今川派と反今川派の間で内部紛争が起こっており、東三忩劇と呼ばれている。奥平氏でも定勝が今川氏に臣従しているのに対し、同年春頃に定能は同族の久兵衛尉・彦九郎・与十郎らと今川氏に対して逆心を企て、定勝派の親類衆により高野山へ追われた。その後永禄元年（1558年）までに定能は赦免されている。
永禄3年（1560年）5月 、桶狭間の戦いにおいて今川義元が織田信長に敗死した後、今川氏と松平氏（徳川家康）との間で抗争が激化するが、定能は定勝とともに今川派として行動している。なお、この頃に定勝は隠居し、定能への代替わりが行われたと考えられている。
永禄7年（1564年）2月、奥平氏は今川氏から離反し、徳川家康に属した 。定能は家康から、家康に敵対する牧野氏・大給松平氏の所領である牛久保領・大沼領・大給領など3,500貫文と遠江三分の一の知行を宛行われ、美作守の受領名を拝領している。
以後、家康の遠江侵攻に従う他、元亀元年（1570年）6月28日の姉川の戦いにも参戦する。

### 武田氏に接近
永禄11年（1568年）12月、甲斐の武田信玄が駿河侵攻を開始する。同年11月19日付武田信玄書状写に拠れば、この頃に定能と武田氏は接触を行っている。
元亀元年（1570年）12月、武田氏の重臣の秋山虎繁が2500余騎を率いて東美濃の遠山氏の領地の一部を通って奥三河へ侵攻しようとした際に、定能と息子の奥平信昌は徳川方として山家三方衆と三河衆2,500人と共に、同盟する遠山氏と共に武田（秋山）軍と対峙し、三河との国境の美濃国恵那郡上村にて戦闘が行われた（上村合戦）。数の上で有利だった遠山・徳川連合軍だったが、遠山氏が惨敗した様子を見て、奥平定能親子ら山家三方衆と三河衆は殆ど戦わずして作手亀山城へ逃げ入った。
元亀2年（1571年）3月頃には奥平氏は武田氏に従属し、同年4月に行われた武田氏の三河侵攻では田嶺・長篠菅沼氏（山家三方衆）とともに案内役を務めている。武田氏は織田氏とは友好的関係を築いていたが徳川氏とは遠江領有を巡り緊張関係にあり、元亀4年（1573年）正月に武田氏による徳川領国への侵攻が開始されると、山家三方衆は武田家臣・山県昌景に従い従軍している。なお、同年4月には信玄が死去し、武田氏の徳川領国の侵攻は中止されている。

### 徳川氏へ再属
元亀4年（1573年）春、野田城を降しながら撤退する武田軍を不審に思っていたが、やがて、秘匿されていた信玄の死を確信する。同年7月から包囲されていた三河長篠城の救援に向かう武田軍の中に定能も居たが、この来援を待てなかった長篠城主・菅沼正貞は翌月には降伏し、城を明け渡した。無事だった正貞は、徳川と通じているとの疑念をもたれ、救援の武田軍に身柄を拘束された。
ところが、内通疑惑は定能へも波及。定能への疑惑は真実で、家康とは密かに連絡を取り合っていたようだが、この時点では武田信豊たち援軍諸将には露見せずに済んだ。しかし、初期の3人以外に更なる人質の供出を強いられるなど次第に立場を悪くした。
一方、その頃家康は奥三河における武田の勢力を牽制するため有力な武士団・奥平を味方に引き入れることを考え、奥平に使者を送った。定能の答は「御厚意に感謝します」という程度のものだった。そこで家康は信長に相談した。信長は「家康の長女・亀姫を定能の長男・貞昌に与えるべし」との意見を伝えてきた。
家康は信長の意見を入れ、定能に
1. 亀姫と貞昌の婚約
2. 領地加増
3. 定能の娘を本多重純（本多広孝の次男）に入嫁させること

を提示した。
元亀4年6月22日、定能は家康に
1. 信玄の死は確実なこと
2. 定能親子は徳川帰参の意向であること

を伝え、しばらくして再び徳川の家臣となった。
8月21日、一族郎党の大半を率いて亀山城を退去し、徳川方に走った。それに伴い、離反から5日後の8月26日には、次男・仙千代をはじめとした人質3人が処刑された。一説には串刺し刑であったともいわれるが定かではない。
天正元年（1573年）に長男・貞昌（のちの信昌）に家督を譲って隠居し、自身は家康の許にあって、奥三河の地勢や人物関係を教える助言役に徹していたと言われている。
天正3年（1575年）5月の長篠の戦いで、酒井忠次に属して鳶ヶ巣山奇襲隊として参戦し、窮地に陥っていた長篠城救援に貢献した。戦後は、信長と家康の両将から見込まれた信昌を引き立たせるべく、表舞台から完全に退いている。

### 晩年
天正18年（1590年）3月、小田原遠征の途中で三河額田郡長沢に逗留した豊臣秀吉から招かれ、長篠の戦話などを所望された。その褒美として呉服を拝領し、都住まいを奨められている。上洛後は美作守に叙任され、秀吉の相伴衆として二千石を与えられた。秀吉薨去の際には、形見分けとして茶器や黄金を拝領した。
慶長3年（1598年）12月11日、伏見において病没。62歳。戒名は寿昌院殿牧庵道渓大居士。

## 登場作品
- 『徳川家康』 （NHK大河ドラマ 1983年)、演：近藤洋介